# Cyanea nozakii
Cyanea nozakii is een schijfkwal uit de familie Cyaneidae. De kwal komt uit het geslacht Cyanea. Cyanea nozakii werd in 1891 voor het eerst wetenschappelijk beschreven door Kishinouye. 